# Refugio
Refugio és una població dels Estats Units a l'estat de Texas. Segons el cens del 2000 tenia 2.941 habitants.

## Demografia
Segons el cens del 2000, Refugio tenia 2.941 habitants, 1.128 habitatges, i 788 famílies. La densitat de població era de 727,9 habitants/km².
Dels 1.128 habitatges en un 30,9% hi vivien nens de menys de 18 anys, en un 46,5% hi vivien parelles casades, en un 18,2% dones solteres, i en un 30,1% no eren unitats familiars. En el 27,3% dels habitatges hi vivien persones soles el 13,8% de les quals corresponia a persones de 65 anys o més que vivien soles. El nombre mitjà de persones vivint en cada habitatge era de 2,55 i el nombre mitjà de persones que vivien en cada família era de 3,08.
Per edats la població es repartia de la següent manera: un 26,7% tenia menys de 18 anys, un 8,1% entre 18 i 24, un 25,1% entre 25 i 44, un 22,5% de 45 a 60 i un 17,6% 65 anys o més.
L'edat mediana era de 38 anys. Per cada 100 dones de 18 o més anys hi havia 85,3 homes.
La renda mediana per habitatge era de 26.719 $ i la renda mediana per família de 32.237 $. Els homes tenien una renda mediana de 33.021 $ mentre que les dones 15.549 $. La renda per capita de la població era de 13.523 $. Aproximadament el 16,8% de les famílies i el 21,1% de la població estaven per davall del llindar de pobresa.

## Poblacions més properes
El següent diagrama mostra les poblacions més properes.